# Baculoviridae
Baculoviridae és una família de virus que es pot dividir en dos gèneres: nucleopolyhedrovirus (NPV) i granulovirus (GV). Mentre que els GV contenen només dues càpsides nucleiques per embolcall víric, els NPV contenen sia una simple càpside sia una múltiple (SNPV o MNPV) per embolcall.
Els baculovirus tenen tropismes específics cap als invertebrats amb més de 600 espècies d'hostes animals descrites. No es coneix que es repliquin en mamífers i altres animals vertebrats.

## Importància
El primer registre d'aquesta família de virus és del segle VI per la malaltia que produïren a la larva de la papallona de la seda a la Xina. Cap a la dècada de 1940 es va estudiar i es va fer ús d'aquests virus com a plaguicida insecticida del tipus biològic. Des de la dècada de 1990 es fan servir en laboratori per a produir una proteïna útil en el cultiu cel·lular i en vacunes per a humans i altres animals.